# Tercera Federación (Grupo XVIII)
El Grupo XVIII de la Tercera Federación es el grupo autonómico castellano-manchego de dicha categoría. Constituye la quinta categoría de la pirámide futbolística del sistema de ligas de España en Castilla-La Mancha.
El Grupo XVIII es, desde 2021, el heredero de su homónimo el Grupo XVIII de Tercera División, que se creó en el año 1980.

## Sistema de competición
El Grupo XVIII de la Tercera Federación está compuesto generalmente por 18 clubes. La competición sigue el mismo formato que el resto de categorías de la Liga, celebrándose anualmente desde finales de agosto o principios de septiembre hasta mayo o junio del siguiente año.
Los equipos se enfrentan entre sí dos veces, una en su propio campo y otra en el campo contrario, con el orden de los encuentros decidido por sorteo antes del inicio de la temporada. Un partido ganado otorga tres puntos, una derrota no suma puntos, y un empate otorga un punto a cada equipo.
Al finalizar la temporada, el equipo que termine en primer lugar (excluyendo a los filiales) se clasifica para disputar la siguiente edición de la Copa del Rey.

### Ascenso a Segunda División RFEF
Al concluir la temporada regular, el primer clasificado se proclama campeón y asciende directamente a la Segunda Federación, mientras que los equipos que terminan entre el segundo y el quinto lugar participan en un play-off territorial para decidir una plaza de acceso a la Promoción de ascenso a Segunda Federación. Esta promoción interterritorial incluye una ronda de eliminación directa en la que el ganador asciende de categoría.

### Descenso a Primera Autonómica Preferente
Por otro lado, los tres últimos equipos de la tabla descienden directamente a Primera Autonómica Preferente. Además, pueden descender por arrastre tantos equipos adicionales como clubes de Castilla-La Mancha desciendan de Segunda Federación a Tercera Federación. Del mismo modo, si alguno de los equipos clasificados para el play-off logra el ascenso a Segunda Federación, ascenderán a Tercera Federación tantos equipos de Primera Autonómica Preferente como clubes hayan logrado el ascenso.

### Equipos filiales
Los equipos filiales pueden competir en Tercera Federación siempre que sus primeros equipos jueguen en una categoría superior (Primera División, Segunda División, Primera Federación o Segunda Federación). Sin embargo, dado que los filiales y sus respectivos primeros equipos no pueden competir en la misma categoría, si un equipo superior desciende o se encuentra ya en Segunda Federación y, a su vez, su filial consigue el ascenso a dicha categoría, el filial debe quedarse en Tercera Federación y es sustituido por el sexto clasificado. Esta regla no aplica si el primer equipo milita en Segunda Federación y se clasifica para la fase de ascenso a Primera Federación.

## Equipos
La Tercera Federación 2021-22 fue jugada por los siguientes equipos:

La Tercera Federación 2022-23 fue jugada por los siguientes equipos:

La Tercera Federación 2023-24 fue jugada por los siguientes equipos:
La Tercera Federación 2024-25 fue jugada por los siguientes equipos:
La Tercera Federación 2025-26 es jugada por los siguientes equipos:

## Clasificación histórica
Actualizado=4 de agosto de 2025
| Pos | Ban                           | Equipo                         | Temp | Ptos | PJ  | PG | PE | PP | GF  | GC  | DG   | Cam | Sub | Pro | Asc |
| --- | ----------------------------- | ------------------------------ | ---- | ---- | --- | -- | -- | -- | --- | --- | ---- | --- | --- | --- | --- |
| 1   | Bandera de Castilla-La Mancha | C. D. Quintanar del Rey        | 4    | 241  | 132 | 68 | 37 | 27 | 186 | 101 | 85   | 1   | 1   | 3   | 1   |
| 2   | Bandera de Castilla-La Mancha | Villarrubia C. F.              | 5    | 203  | 132 | 54 | 41 | 37 | 155 | 132 | 23   | 0   | 0   | 1   | 0   |
| 3   | Bandera de Castilla-La Mancha | C. D. Villacañas               | 5    | 192  | 132 | 53 | 33 | 46 | 156 | 152 | 4    | 0   | 0   | 1   | 0   |
| 4   | Bandera de Castilla-La Mancha | C. D. Tarancón                 | 5    | 191  | 132 | 51 | 38 | 43 | 165 | 147 | 18   | 0   | 0   | 0   | 0   |
| 5   | Bandera de Castilla-La Mancha | C. P. Villarrobledo            | 5    | 179  | 132 | 46 | 41 | 45 | 140 | 143 | -3   | 0   | 0   | 1   | 0   |
| 6   | Bandera de Castilla-La Mancha | U. B. Conquense                | 3    | 174  | 98  | 47 | 33 | 18 | 132 | 63  | 69   | 1   | 0   | 0   | 1   |
| 7   | Bandera de Castilla-La Mancha | C. D. Azuqueca                 | 5    | 174  | 132 | 44 | 42 | 46 | 175 | 178 | -3   | 0   | 0   | 0   | 0   |
| 8   | Bandera de Castilla-La Mancha | C. D. Manchego Ciudad Real     | 4    | 161  | 98  | 44 | 29 | 25 | 138 | 77  | 61   | 1   | 0   | 0   | 1   |
| 9   | Bandera de Castilla-La Mancha | C. D. Toledo                   | 4    | 161  | 98  | 45 | 26 | 27 | 123 | 75  | 48   | 0   | 0   | 2   | 0   |
| 10  | Bandera de Castilla-La Mancha | Atlético Albacete              | 4    | 132  | 102 | 40 | 33 | 29 | 155 | 120 | 35   | 0   | 1   | 1   | 0   |
| 11  | Bandera de Castilla-La Mancha | Calvo Sotelo Puertollano C. F. | 4    | 150  | 98  | 38 | 36 | 24 | 126 | 99  | 27   | 0   | 0   | 1   | 0   |
| 12  | Bandera de Castilla-La Mancha | C. D. Huracán de Balazote      | 4    | 132  | 102 | 32 | 36 | 34 | 128 | 131 | -3   | 0   | 0   | 0   | 0   |
| 13  | Bandera de Castilla-La Mancha | C. D. Torrijos                 | 3    | 129  | 98  | 33 | 30 | 35 | 109 | 105 | 4    | 0   | 0   | 1   | 0   |
| 14  | Bandera de Castilla-La Mancha | C. D. Marchamalo               | 4    | 120  | 98  | 32 | 24 | 42 | 113 | 120 | -7   | 0   | 0   | 0   | 0   |
| 15  | Bandera de Castilla-La Mancha | C. D. Illescas                 | 3    | 119  | 64  | 34 | 17 | 13 | 99  | 55  | 44   | 0   | 1   | 2   | 0   |
| 16  | Bandera de Castilla-La Mancha | Yugo U. D. Socuéllamos C. F.   | 2    | 115  | 68  | 31 | 22 | 15 | 95  | 52  | 43   | 0   | 0   | 2   | 1   |
| 17  | Bandera de Castilla-La Mancha | C. D. Cazalegas                | 3    | 108  | 68  | 31 | 15 | 22 | 95  | 79  | 16   | 0   | 1   | 1   | 0   |
| 18  | Bandera de Castilla-La Mancha | C. D. Guadalajara              | 1    | 77   | 34  | 23 | 8  | 3  | 71  | 19  | 52   | 1   | 0   | 0   | 1   |
| 19  | Bandera de Castilla-La Mancha | C. F. La Solana                | 3    | 66   | 64  | 15 | 21 | 28 | 59  | 91  | -32  | 0   | 0   | 0   | 0   |
| 20  | Bandera de Castilla-La Mancha | A. D. San Clemente             | 3    | 55   | 68  | 14 | 13 | 41 | 58  | 116 | -58  | 0   | 0   | 0   | 0   |
| 21  | Bandera de Castilla-La Mancha | C. D. Atlético Tomelloso       | 2    | 51   | 34  | 64 | 11 | 18 | 35  | 48  | -61  | 0   | 0   | 0   | 0   |
| 22  | Bandera de Castilla-La Mancha | C. D. Pedroñeras               | 2    | 43   | 34  | 11 | 10 | 13 | 37  | 43  | -6   | 0   | 0   | 0   | 0   |
| 23  | Bandera de Castilla-La Mancha | U. D. Almansa                  | 1    | 43   | 34  | 12 | 7  | 15 | 44  | 51  | -7   | 0   | 0   | 0   | 0   |
| 24  | Bandera de Castilla-La Mancha | C. D. Miguelturreño            | 1    | 25   | 34  | 7  | 4  | 23 | 35  | 67  | -32  | 0   | 0   | 0   | 0   |
| 25  | Bandera de Castilla-La Mancha | C. D. E. F. B. Valdepeñas      | 1    | 22   | 34  | 3  | 13 | 18 | 21  | 48  | 22   | 0   | 0   | 0   | 0   |
| 26  | Bandera de Castilla-La Mancha | C. D. Noblejas                 | 1    | 18   | 34  | 3  | 9  | 22 | 30  | 69  | -39  | 0   | 0   | 0   | 0   |
| 27  | Bandera de Castilla-La Mancha | A. D. Hogar Alcarreño          | 1    | 17   | 34  | 4  | 5  | 25 | 29  | 90  | -61  | 0   | 0   | 0   | 0   |
| 28  | Bandera de Castilla-La Mancha | Manzanares C. F.               | 1    | 15   | 34  | 2  | 9  | 23 | 23  | 72  | -49  | 0   | 0   | 0   | 0   |
| 29  | Bandera de Castilla-La Mancha | C. F. Talavera de la Reina "B" | 1    | 11   | 30  | 1  | 8  | 21 | 23  | 60  | -37  | 0   | 0   | 0   | 0   |
| 30  | Bandera de Castilla-La Mancha | La Roda C. F.                  | 1    | 0    | 34  | 0  | 0  | 34 | 0   | 102 | -102 | 0   | 0   | 0   | 0   |
| 31  | Bandera de Castilla-La Mancha | C. D. Sonseca                  | 1    | 0    | 0   | 0  | 0  | 0  | 0   | 0   | 0    | 0   | 0   | 0   | 0   |
| 32  | Bandera de Castilla-La Mancha | C. D. Guadalajara "B"          | 1    | 0    | 0   | 0  | 0  | 0  | 0   | 0   | 0    | 0   | 0   | 0   | 0   |

## Palmarés
Nota: indicados en negrita los clubes que continúan en activo así como las temporadas en las que también consiguió el ascenso a Tercera División.
| Club                       | Títulos | Años    |
| -------------------------- | ------- | ------- |
| C. D. Guadalajara          | 1       | 2021-22 |
| C. D. Manchego Ciudad Real | 1       | 2022-23 |
| U. B. Conquense            | 1       | 2023-24 |
| C. D. Quintanar del Rey    | 1       | 2024-25 |

### Por temporada
| Temporada | Campeón                    | Subcampeón              | Tercero                 | Cuarto                            | Quinto                       |
| --------- | -------------------------- | ----------------------- | ----------------------- | --------------------------------- | ---------------------------- |
| 2021-22   | C. D. Guadalajara          | C. D. Quintanar del Rey | C. D. Illescas          | C. P. Villarrobledo               | C. D. Torrijos               |
| 2022-23   | C. D. Manchego Ciudad Real | C. D. Illescas          | C. D. Quintanar del Rey | Calvo Sotelo de Puertollano C. F. | Villarrubia C. F.            |
| 2023-24   | U. B. Conquense            | C. D. Cazalegas         | C. D. Toledo            | Yugo U. D. Socuéllamos C. F.      | C. D. Quintanar del Rey      |
| 2024-25   | C. D. Quintanar del Rey    | Atlético Albacete       | C. D. Toledo            | C. D. Villacañas                  | Yugo U. D. Socuéllamos C. F. |

## Divisiones nacionales y autonómicas en Castilla-La Mancha
| 1.ª | Primera División de España                          |
| 2.ª | Segunda División de España                          |
| 3.ª | Primera Federación                                  |
| 4.ª | Segunda Federación                                  |
| 5.ª | Tercera Federación                                  |
| 6.ª | Primera Autonómica Preferente de Castilla-La Mancha |
| 7.ª | Primera División Autonómica de Castilla-La Mancha   |
| 8.ª | Segunda División Autonómica de Castilla-La Mancha   |